# Asterogyne martiana
Asterogyne martiana es una especie fanerógama, palma, en la familia Arecaceae.
Es un género  estrechamente aliado con Calyptrogyne, del cual se diferencia por el conectivo bífido de la antera y los pétalos no caliptrados. Es usada para techar.

## Descripción
Son palmas pequeñas, completamente inermes, acaulescentes o con tallos delgados, solitarios, alcanzan hasta los 2 m de alto; plantas monoicas. Las hojas son simples, bífidas, xon lámina cuneiforme, de 70–100 cm de largo y 15–25 cm de ancho, pinnatinervia con 30–40 pares de costillas principales, raquis de 40–75 cm de largo; vaina inconspicua, de 20 cm de largo, pecíolo 15–30 cm de largo, aplanado adaxialmente, convexo y densamente café tomentoso abaxialmente. Las inflorescencias son interfoliares, erectas a arqueadas entre las hojas, de 55–90 cm de largo, ramificación subdigitada, brácteas pedunculares 1 (ó 2?), tubulares, puntiagudas, densamente café tomentoso-lepidotas, tornándose rojas cuando en fruto, pedúnculo delgado, 45–64 cm de largo después de la antesis, densamente café tomentoso-lepidoto, raquis 0.5–3 cm de largo; raquillas (2–) 3–5 (–7), 10–24 cm de largo y 3–5 mm de diámetro, frecuentemente puntiagudas, con tomento blancuzco, con numerosas fóveas profundas cubiertas por brácteas ovadas, cada una encerrando una tríade; flores estaminadas de 6 mm de largo, blanco cremosas, sépalos irregulares, alargados, carinados, pétalos casi igualando a los sépalos, connados en un tubo por ca 2/3 de su longitud, valvados en el ápice, estambres 6, conectivo versátil, bífido con tecas separadas inflexas en la yema, más o menos erectas en la antesis, pistilodio 3-lobado, corto; flores pistiladas asimétricas, sépalos libres, glumáceos, imbricados, pétalos connados en un tubo ca 2/3 de su longitud, glumáceos y valvados en el ápice, estaminodios 6, connados basalmente y adnados al tubo de pétalos, libres en el ápice. Frutos elipsoides, ligeramente comprimidos, ligeramente carinados apicalmente, 12 mm de largo y ca 6 mm de diámetro, rojizos tornándose negro-purpúreos, residuo estigmático basal, epicarpo liso y delgado, mesocarpo carnoso, con una capa interna de fibras longitudinales estrechamente aplicadas, endocarpo delgado, crustáceo; semilla 1, elipsoidal a obovoide, ligeramente comprimida lateralmente, ca 7.5 mm de largo y 4.5 mm de ancho, endosperma homogéneo, embrión basal, eofilo bífido.

## Distribución y hábitat
Común en sotobosque en pluvioselvas, zonas atlántica y pacífica; a una altitud de 0–1000 m; florece todo el año en Nicaragua, Guatemala y Belice a Colombia.

## Taxonomía
Asterogyne martiana fue descrita por (H.Wendl.) H. Wendl. ex Hemsl. y publicado en Biologia Centrali-Americana; . . . Botany 3(18): 409. 1885.
Etimología
Asterogyne: nombre genérico que deriva de las palabras griegas: Astero- que significa estrella, y gyne mujer, se refiere a la forma estellada que tiene el pistilo de las especies de este género.
martiana: epíteto
Sinonimia
- Asterogyne martiana (H. Wendl.) H. Wendl. ex Hemsl.
- Geonoma martiana H.Wendl., Linnaea 28: 342 (1857).
- Geonoma trifurcata Oerst., Vidensk. Meddel. Naturhist. Foren. Kjøbenhavn 1858: 84 (1859).
- Asterogyne minor Burret, Bot. Jahrb. Syst. 63: 141 (1930).[3]